# Sylvisorex akaibei
Sylvisorex akaibei és una espècie de mamífer de la família de les musaranyes (Soricidae). És endèmica de la República Democràtica del Congo, on ha estat trobada a tres localitats (Masako, Yelenge i Baliko) als marges del riu Congo.